# Pancharama Kshetras

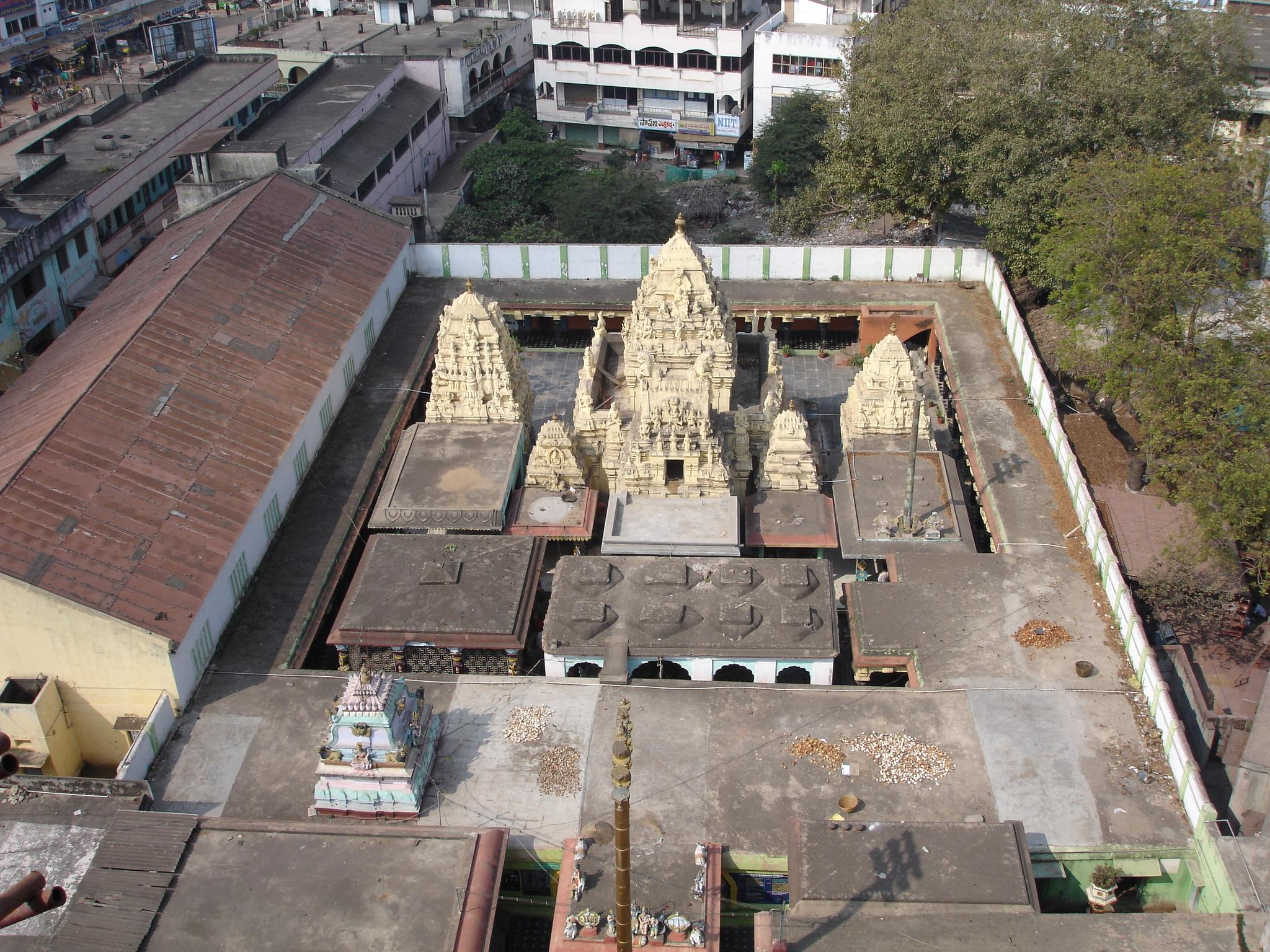
Le temple Ksheerarama.

Les Pancharama Kshetras, en télougou : పంచారామలు/Pañcārāmalu, ou Pancharamas, sont cinq anciens temples hindous dédiés à Shiva dans l'Andhra Pradesh. Selon une légende régionale, les lingams de ces temples (appelés aramas) sont fabriqués à partir d'un seul lingam.

## Temples
Les Pancharama Kshetras comprennent les temples suivants :
- Amararama (en) à Amaravati,
- Daksharamam (en) à Draksharamam (en),
- Somarama (en) à Bhimavaram,
- Ksheerarama (en) à Palakollu,
- Kumararama (en) à Samalkot.

## Galerie

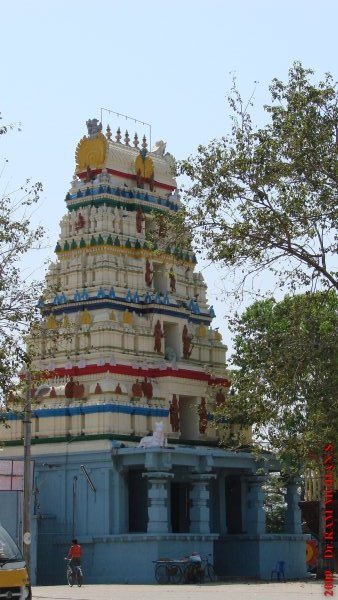
Amararama.
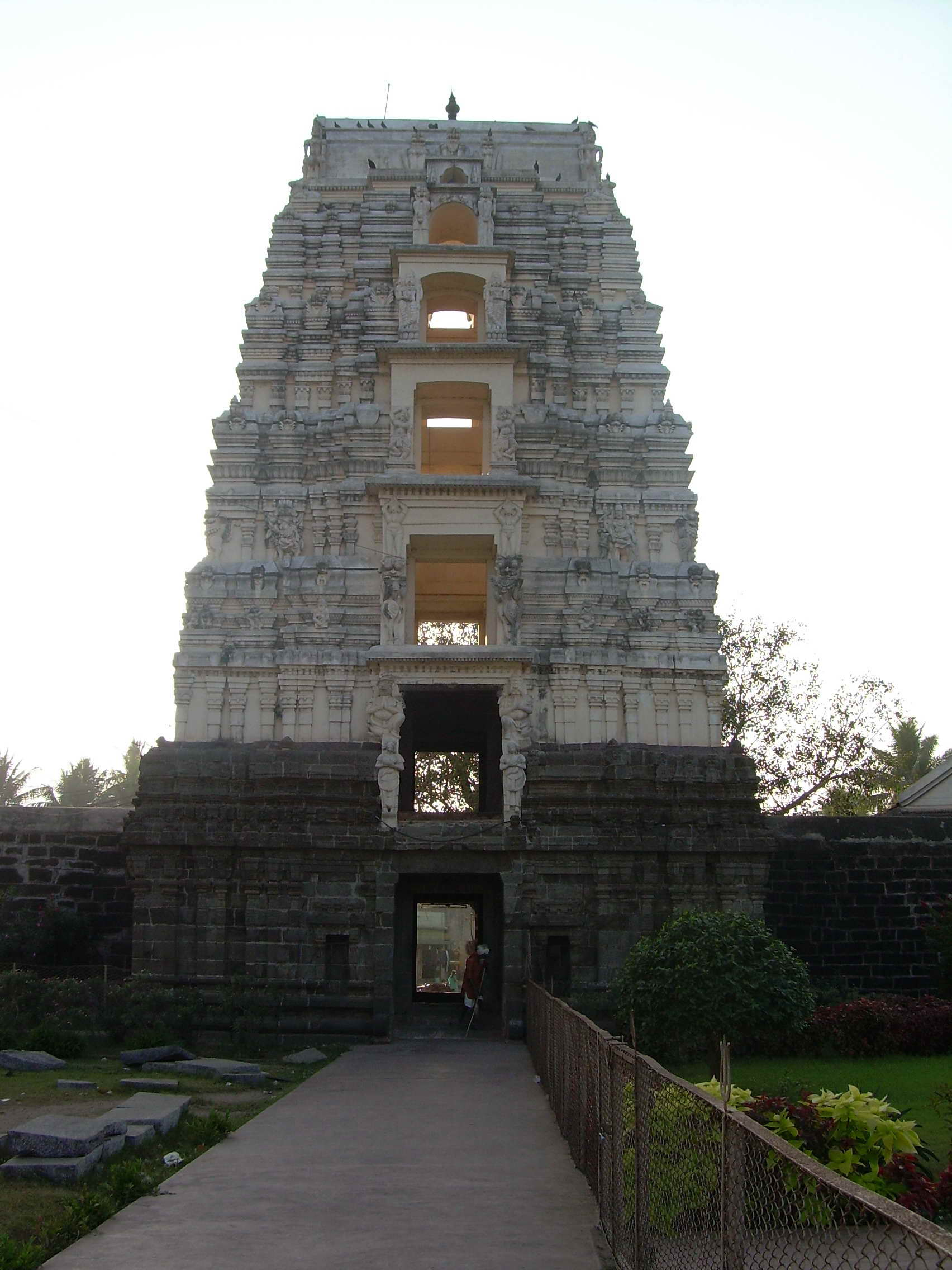
Daksharamam.
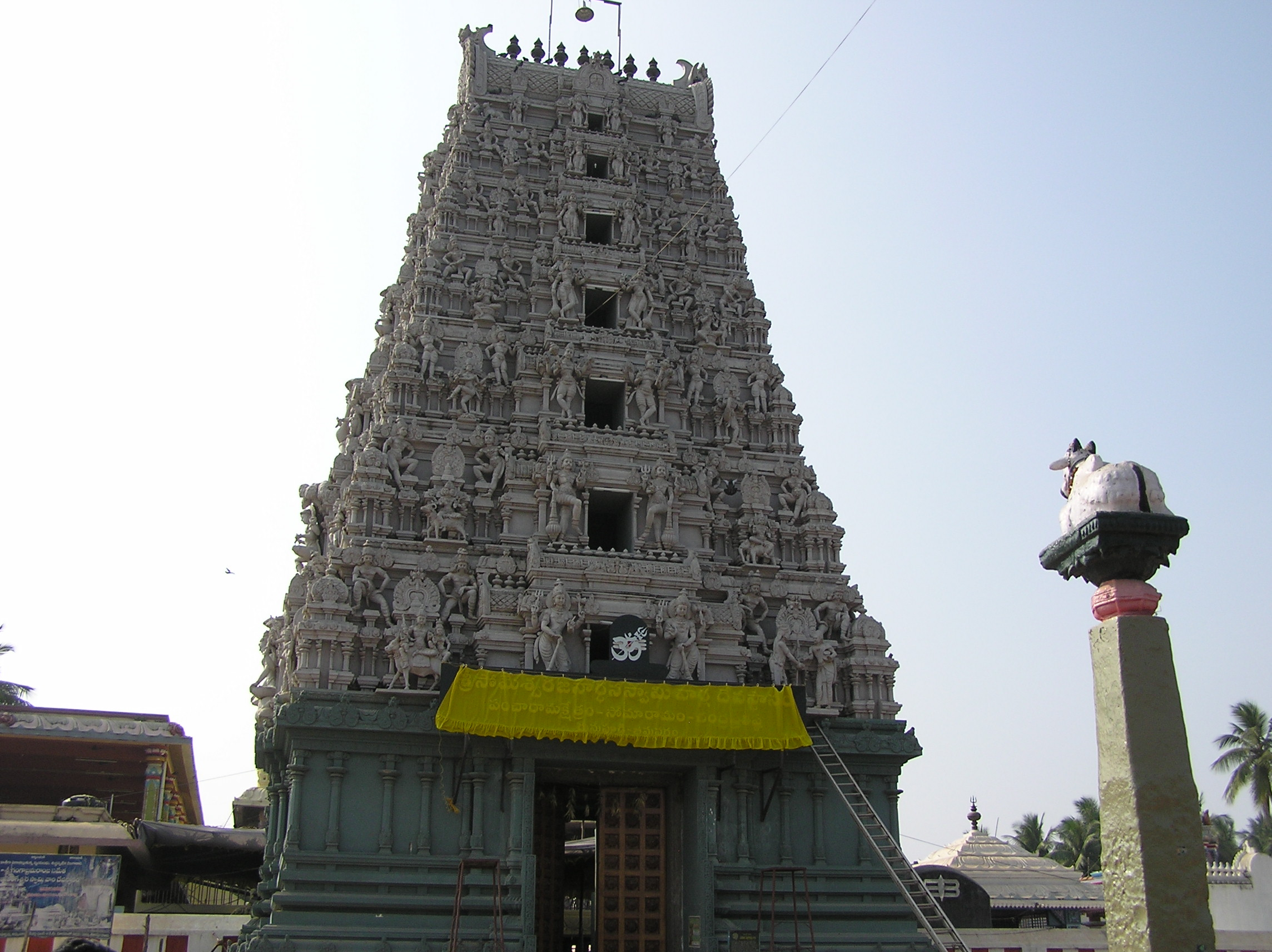
Somarama.
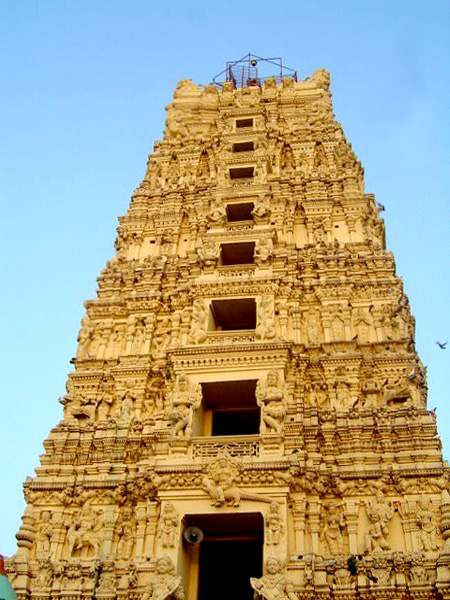
Ksheerarama.
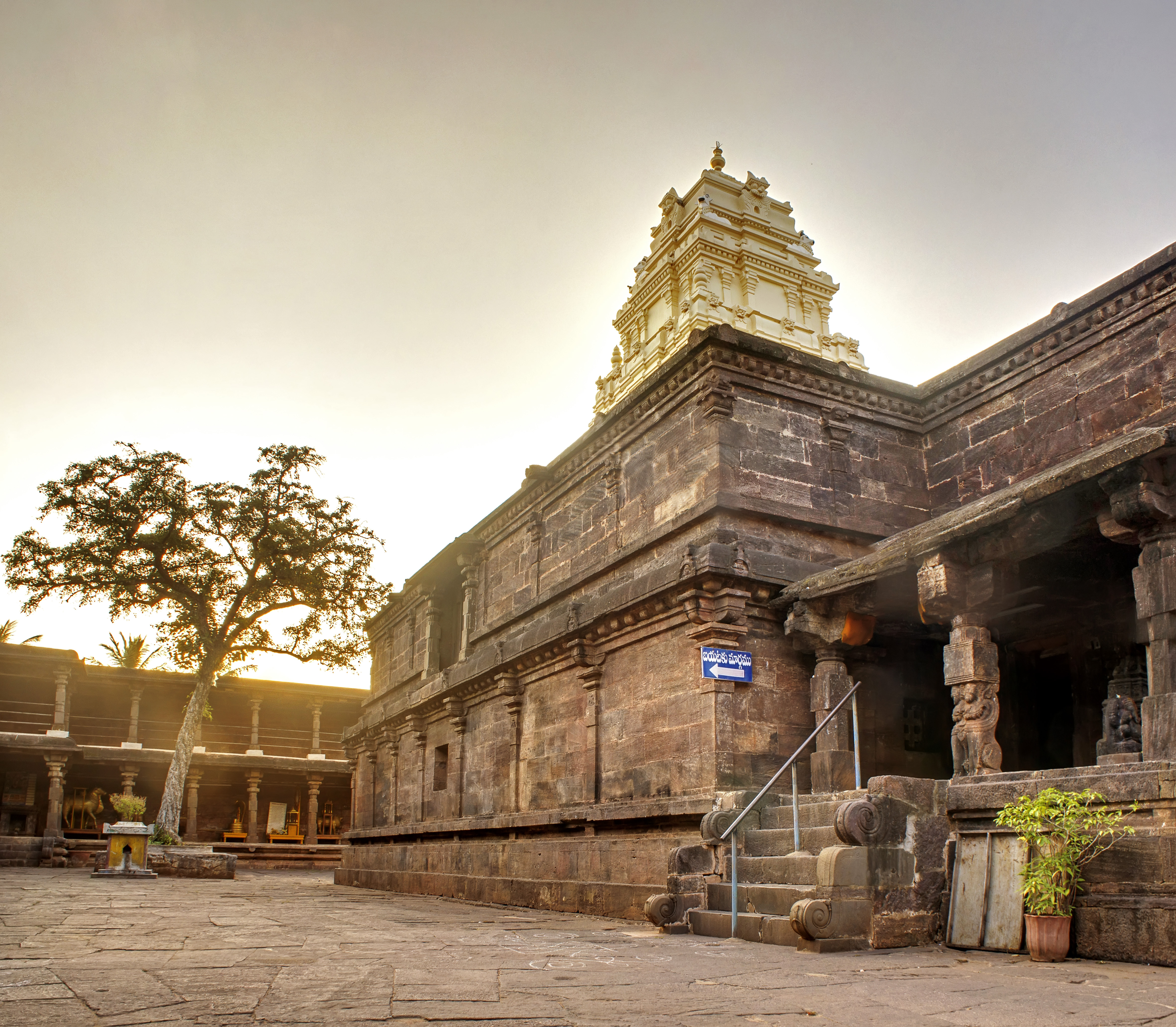
Kumararama.

- Amararama (en).
- Daksharamam (en).
- Somarama (en).
- Ksheerarama (en).
- Kumararama (en).